# 小田切みく
小田切 みく（おだぎり みく）は、日本のAV女優。

## 略歴・人物
2008年にAVデビュー。

## 出演作品

### アダルトビデオ
2008年
- モリッ娘ウォーカー 20 （5月13日、プレステージ）
- 渋谷タムロ 女子●生CLUB 合コンの性交術 02 （6月12日、プレステージ）共演:美花ぬりぇ、仲村ろみひ、みづき伊織、真田リサ、乙川ミキ
- R-18 （7月2日、GLAY'z）
- 女子校生 携帯援交 19 （7月2日、プレステージ）オムニバス作品 他出演:仲川咲姫
- 制服hunt 12 （7月11日、ゴーゴーズ）
- 淫校生 1 （10月23日、サムシング）
- みくの性交 （10月25日、マハラジャ）
- Hな女子校生 （11月19日、ミスター・インパクト）
- The SEX 01 （12月27日、LEO）

2009年
- フェラコレ2009冬SP （1月15日、隼エージェンシー）オムニバス作品 他出演:あすかみみ、たまき、むかいねね、阿部らん、綾瀬なな、安西カルラ、杏ののか、伊藤れん、香椎杏子、七瀬たまき、秋山杏奈、深田梨菜、真心実、真田春香、須真杏里、水森あおい、青木菜摘、石川みずき、早乙女ルイ、大崎ちわ、東野愛鈴、南まりん、波風きら、姫川みなみ、片岡梨沙、野中あんり、涼宮ラム、鈴仲いずみ
- 首都圏 援交 56 （2月3日、プレステージ）
- ロリはめ 19 （2月13日、I.B.WORKS）オムニバス作品 他出演:ひなのりく、桜舞衣
- ザ・ギャルナン 05 （2月19日、グローリークエスト）オムニバス作品 他出演:長谷川ココ、夏川えり、雨宮ゆん、菊川瑠璃 ほか
- 美形限定素人ギャル!! ベロチュー手コキしてくれませんか? Vol.02 （3月5日、GARCON）オムニバス作品 他出演:叶夢、姫乃ゆず、春菜りお、桜井春 ほか
- こだわりの手コキ 4時間SP 11 （3月15日、隼エージェンシー）オムニバス作品 他出演:eco、あすかみみ、キヨミジュン、スザンナ、綾瀬メグ、杏ののか、伊藤れん、芽衣奈、桐島みずほ、香椎杏子、三上リオン、七瀬かすみ、秋山杏奈、渋谷梨果、小原泉、真崎寧々、真心実、神谷りの、水野さやか、瀬名ミリヤ、星野あかり、西木美羽、青木菜摘、早乙女ルイ、東野愛鈴、南まりん、片岡梨沙、野中あんり、涼宮ラム、鈴花、鈴仲いずみ
- Gyu! 真正中出しラブリーデート ～初めての本物中出し～ （3月28日、モブスターズ）
- 極光女子学園 18 （7月25日、オーロラプロジェクト）
- 真正中出し大乱交EX 乱淫祭 （7月28日、モブスターズ）…共演:加藤ツバキ、坂下ななえ
- Peaches & Cream Hip （8月22日、オーロラ・プロジェクト）
- 女子校生の生綿パンティの脇からチ○ポ差し込んでそのまま発射 3 （9月13日、アロマ企画）オムニバス作品 他出演:星島ちさ、みはる、長谷川ココ、さくら美羽
- 美少女に見つめられながら手コかれちゃった僕。 （9月25日、アロマ企画）オムニバス作品 他出演:鈴木千里、みはる、岩崎彩菜、愛璃みい、大槻ひびき
- B.B.ボーイズ番外編 女子校生の乳首弄（いじ）りアルバイト 2 （10月25日、アロマ企画）オムニバス作品 他出演:愛璃みい、美花ぬりぇ、岩崎彩菜、篠原奈美
- ロリータ接写フェラ （12月11日、I.B.WORKS）オムニバス作品 他出演:ひなた、つぼみ、乙宮ゆう、石川みずき、杏ののか、大崎ちわ、成瀬心美 ほか
- 女子校生の太股とパンチラ 3 （12月13日、アロマ企画）オムニバス作品 他出演:小宮ゆい、青山さつき、三浦直緒、みはる、さくら美羽、岬まゆか、つぼみ、スザンナ、篠原奈美、美花ぬりぇ、岩崎彩菜、大槻ひびき、芹澤かなえ、永井あいこ、椿まひる、葉山梨々花、小野理菜、さくら愛々
- 突然、連続2回しゃぶられちゃった僕。 DX （12月13日、アロマ企画）オムニバス作品 他出演:三浦直緒、愛璃みい、永井あいこ、美花ぬりぇ、愛川香織、葉山梨々花、愛音ゆり、諸星セイラ

　他